# マルコ・ゴメス
マルコ・アンドレス・ゴメス・ムッサッティ（Marco Andrés Gómez Muzzatti , 2000年4月19日 - ）は、ベネズエラ・スリア州マラカイボ出身のプロサッカー選手。リーガFUTVEのスリアFCに所属している。ポジションはDF。

## 来歴
2016年シーズンに地元のスリアFCのトップチームに昇格し、同年10月6日の国内カップ戦コパ・ベネズエラのデポルティーボ・ララ戦で、16歳でプロデビュー。翌2017年7月17日のエストゥディアンテス・デ・メリダ戦で国内リーグ戦初出場。更に9月14日のコパ・ベネズエラのトルヒジャーノスFC戦では、プロ初ゴールを記録。翌2018シーズンはリーグ戦24試合に出場した。

## 代表経歴
2019年にU-20のベネズエラ代表に招集され、1月の南米ユース選手権に出場した。